# Mosteiros (Cap Verd)
Mosteiros (crioll capverdià Musteru) és un concelho (municipi) de Cap Verd. És el municipi més septentrional de l'illa de Fogo i limita amb l'oceà Atlàntic pel nord i per l'est amb el de Santa Catarina do Fogo pel sud i amb el de São Filipe per l'oest. Cobreix el 19% de l'illa i té el 26 % de la seva població.

## Subdivisions
El municipi consta d'una sola freguesia (parròquia civil), Nossa Senhora da Ajuda. La freguesia se subdivideix en els següents assantaments:
- Achada Grande
- Atalaia
- Corvo
- Cova Feijoal
- Cutelo Alto
- Fajãzinha
- Feijoal
- Mosteiros
- Sumbango
- Mosteiros Trás
- Pai António
- Relva
- Ribeira do Ilhéu
- Rocha Fora

## Història
Fou creat en 1991, quan es va dividir en dos l'antic municipi de Fogo per crear el municipi de Mosteiros amb la part nord-est i el de São Filipe amb la part sud-oest.

## Demografia
| Població de Mosteiros (1940—2010) | Població de Mosteiros (1940—2010) | Població de Mosteiros (1940—2010) |
| --------------------------------- | --------------------------------- | --------------------------------- |
| 1990                              | 2000                              | 2010                              |
| 10.331                            | 13.535                            | 9.520                             |

## Política
El PAICV és el partit governant del municipi quan guanyà el 71,9% a les últimes eleccions.

### Assemblea Municipal
|                            | 2004 % | 2004 escons | 2008 % | 2008 escons | 2012 % | 2012 escons |
| -------------------------- | ------ | ----------- | ------ | ----------- | ------ | ----------- |
| PAICV                      | 65.73  | 9           | 63.6   | 9           | 71.9   | 10          |
| Moviment per la Democràcia | 34.27  | 4           | 35.2   | 4           | 26.7   | 3           |

### Municipalitat
|                            | 2004 % | 2004 escons | 2008 % | 2008 escons | 2012 % | 2012 escons |
| -------------------------- | ------ | ----------- | ------ | ----------- | ------ | ----------- |
| PAICV                      | 66.07  | 5           | 63.6   | 5           | 71.6   | 5           |
| Moviment per la Democràcia | 33.93  | 0           | 35.4   | 0           | 27.1   | 0           |

## Agermanaments
- Azambuja
- Entroncamento